# U-93 (1940)
U-93 – niemiecki okręt podwodny typu VII C z okresu II wojny światowej. Okręt wszedł do służby w 1940 roku.

## Historia
W czasie II wojny światowej odbył 7 patroli bojowych, spędzając na  morzu 214 dni. Zatopił 8 statków o łącznej pojemności 43.392 BRT. Zatopiony  15 stycznia 1942 roku na północnym Atlantyku na pozycji 31°10′00″N 15°52′00″W/31,166667 -15,866667 przez brytyjski  niszczyciel HMS „Hesperus”. Zginęło 6 członków załogi U-93, 40 uratowano.